# Долгоруков Василь Михайлович
Долгоруков Василь Михайлович (12(01).07(за ін. даними 06).1722–10.02(30.01).1782) — військовий і державний діяч Російської імперії, князь.
З роду Рюриковичів, син князя Михайла Долгорукова (1668—1750) та його дружини Євдокії (1675—1729). 

## Біографія
Народився в м. Москва. 13-річним зарахований драгуном до Українського корпусу. Брав участь у російсько-турецькій війні 1735—1739. За відзнаку в штурмі Перекопських укріплень 1736 дістав за поданням Б.-К.Мініха чин прапорщика попри те, що попередньо імператриця Анна Іванівна звеліла довічно тримати його в солдатах (більшість близьких родичів Д. було на той час репресовано за претензії на верховну владу в країні). Учасник російсько-шведської війни 1741–43, де зробив кар'єру з молодшого офіцера у прем'єр-майори. 1743 повінчався з Анастасією Волинською, з якою мав двох синів і трьох дочок. У серед. 1740-х рр. у ранзі підполковника служив генеральс-ад'ютантом свого дядька — президента Військової колегії князя В.Долгорукова.
Від 1747 — полковник, командир Тобольського полку, 5 січня 1756 (25 грудня 1755) номінований генерал-майором. На Семилітній війні 1756–1763 був двічі поранений. Від 1758 — генерал-лейтенант, 1762 — генерал-аншеф. На початку російсько-турецької війни 1768—1774 орудував д-зією у складі армії П.Румянцева (див. П.Румянцев-Задунайський), котра на Україні взимку 1768/69 зупинила 70-тис. військо кримського хана Крим-Гірея, після чого став на чолі 2-ї російської армії й із 24-тис. експедиційним загоном у червні подолав оборонну перекопську лінію, а на Кримському п-ові завдав поразки турецько-татарській армії Селім-Гірея III. Протягом літа здобув головні стратегічні пункти ханства, чим сприяв сходженню в ньому на престол Сагіб-Гірея II. По тому — начальник обсерваційного корпусу, дислокованого біля Нової Січі (з головною квартирою в Полтаві).
1775 викликаний імператрицею Катериною II до Москви удостоївся титулу «Кримський», але, не одержавши очікуваного фельд-маршальського жезла, образився й демонстративно пішов у відставку. В останні роки життя, з 22(11) квіт. 1780, обіймав посаду моск. головнокоманд., зосередивши у своїх руках військ. та цивільну владу над містом.
Кавалер багатьох орденів, зокрема св. Олександра Невського (1759), св. апостола Андрія Первозванного (1769, алмазні знаки 1775), св. Георгія 1-го класу (1771). За хоробрість нагороджений шпагою з діамантами (1775).
Помер у м. Москва. 1842 у м. Сімферополь йому споруджено пам'ятник.